# 烈士
烈士，对为正义事业牺牲生命或捨生取義者的荣誉称号。

## 古代
在古代中國，明知必死仍如慷慨赴義，如荊軻刺秦王，也可稱為烈士。
古漢語中「烈士」不一定犧牲，比如曹操《步出夏門行·龜雖壽》的「烈士暮年，壯心不已」中的「烈士」指的就是「志向遠大的英雄」。

## 中華民國
在中華民國方面，一開始乃指稱參與推翻清朝統治而犧牲的革命家，如陸皓東、史堅如、秋瑾、林覺民、鄒容等。後來擴及北伐、抗日戰爭、國共戰爭等役的犧牲人士，如張自忠、高志航、薩師俊、戴安瀾、張靈甫、黃百韜、梁敦厚、熊其佬、邱清泉、吉星文、喻英奇等將領。比照中華民國政府和中華人民共和國政府，革命烈士的敬奉除了互相敵對立場的差異之外（例如中華人民共和國政府追认的朱瑞、葉挺，中華民國政府認其為亂黨），在對於中國抗日戰爭的犧牲人員中，敬奉的對象是一樣的，如張自忠、戴安瀾、趙登禹等軍事將領。

## 中华人民共和国
政务院1950年11月25日批准，内务部同年12月11日公布《革命军人牺牲、病故褒恤暂行条例》、《革命工作人员伤亡褒恤暂行条例》和《民兵民工伤亡抚恤暂行条例》。《革命军人牺牲、病故褒恤暂行条例》第三条“革命军人因参战、公干牺牲者（被俘不屈慷慨就义或被特务暗杀等）均得称烈士，其家属称烈属”；第四条 “病故革命军人不得称烈士，其家属亦不得称烈属”。
根据1980年6月4日國務院發布的《革命烈士褒揚條例》，“革命烈士”称号由人民政府授予在“革命斗争、保卫祖国和社会主义现代化建设事业中壮烈牺牲”的人；获得革命烈士称号的，由民政部向其家属颁发《革命烈士证明书》。1980年9月3日民政部《关于贯彻执行<革命烈士褒扬条例>若干具体问题的解释》（民发〔1980〕63号），“革命烈士家属”是指革命烈士的父母、配偶、子女和未满十六岁的弟妹，及抚养革命烈士长大的其他亲属。“对敌作战致成残废后不久因伤口复发死亡”是指对敌作战负伤，经医疗终结评残发证以后，一年内因伤口复发死亡。在对越自卫还击战、中印边界自卫反击战和抗美援朝战争期间失踪的军人、参战民兵民工，建国以前失踪的军人和因参加对敌作战、对敌斗争失踪的地方工作人员，凡未发现其投敌、叛变、被俘、自杀、判刑的，都按对敌作战牺牲处理。
2011年7月20日，國務院第164次常務會議通過，《烈士褒揚條例》自2011年8月1日起施行；2011年8月1日，《烈士褒扬条例》施行，《革命烈士褒揚條例》同時廢止，革命烈士称号改為“烈士”。2018年5月1日，《中华人民共和国英雄烈士保护法》施行。

### 香港（特别行政区）
在香港，因公殉職者會獲葬於浩園。
另外，西貢烈士墓園是為了紀念在香港保衛戰犧牲的西貢居民。

## 其他国家
不僅中國，世界各國（尤其以軍事鬥爭勝利而執政的政權）都有對建國先烈的尊稱，例如：法國會針對法國大革命時期推翻王政的人物而敬奉；大韓民國會紀念在抗日與韓戰中戰死的人士；美國則是尊奉獨立戰爭為對抗英軍而戰死的軍人、與南北戰爭中聯邦軍方面的犧牲軍事人物。